# アリアンスフランセーズ
アリアンスフランセーズ（フランス語：Alliance Française、略称：AF）は、フランス政府に公認・助成を受けた、フランス語とフランス文化の教育を行う非営利団体である。1883年に創設され、フランス全土に28校、世界138カ国に1000校以上の規模を誇る。
各地のアリアンス組織はそれぞれ独立した自治と法人性を維持しながら、フランス語とフランス文化を促進している。

## 歴史

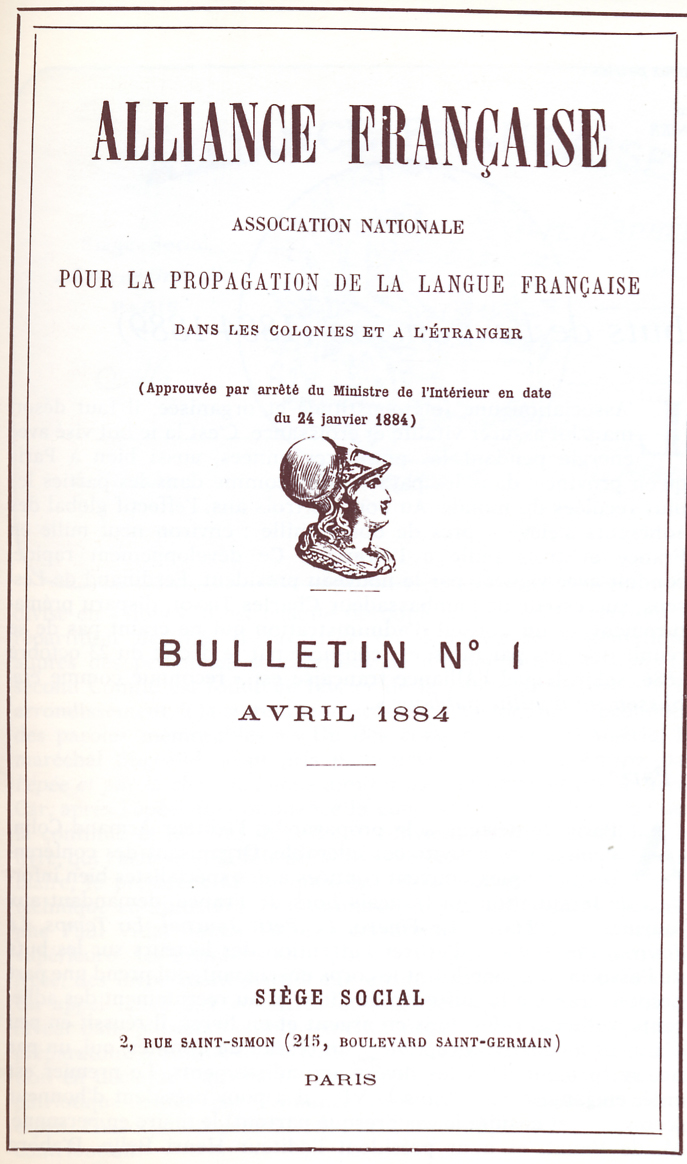
1884年におけたアリアンスフランセーズの最初の著書

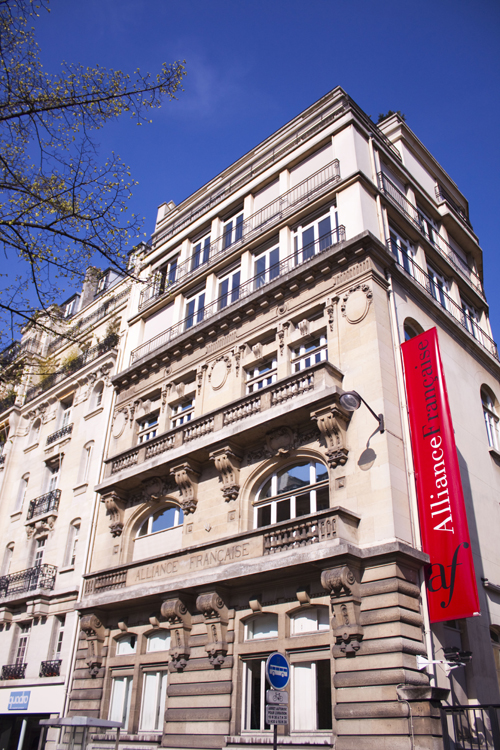
アリアンスフランセーズ財団本部、及びパリ・イル＝ド＝フランス校

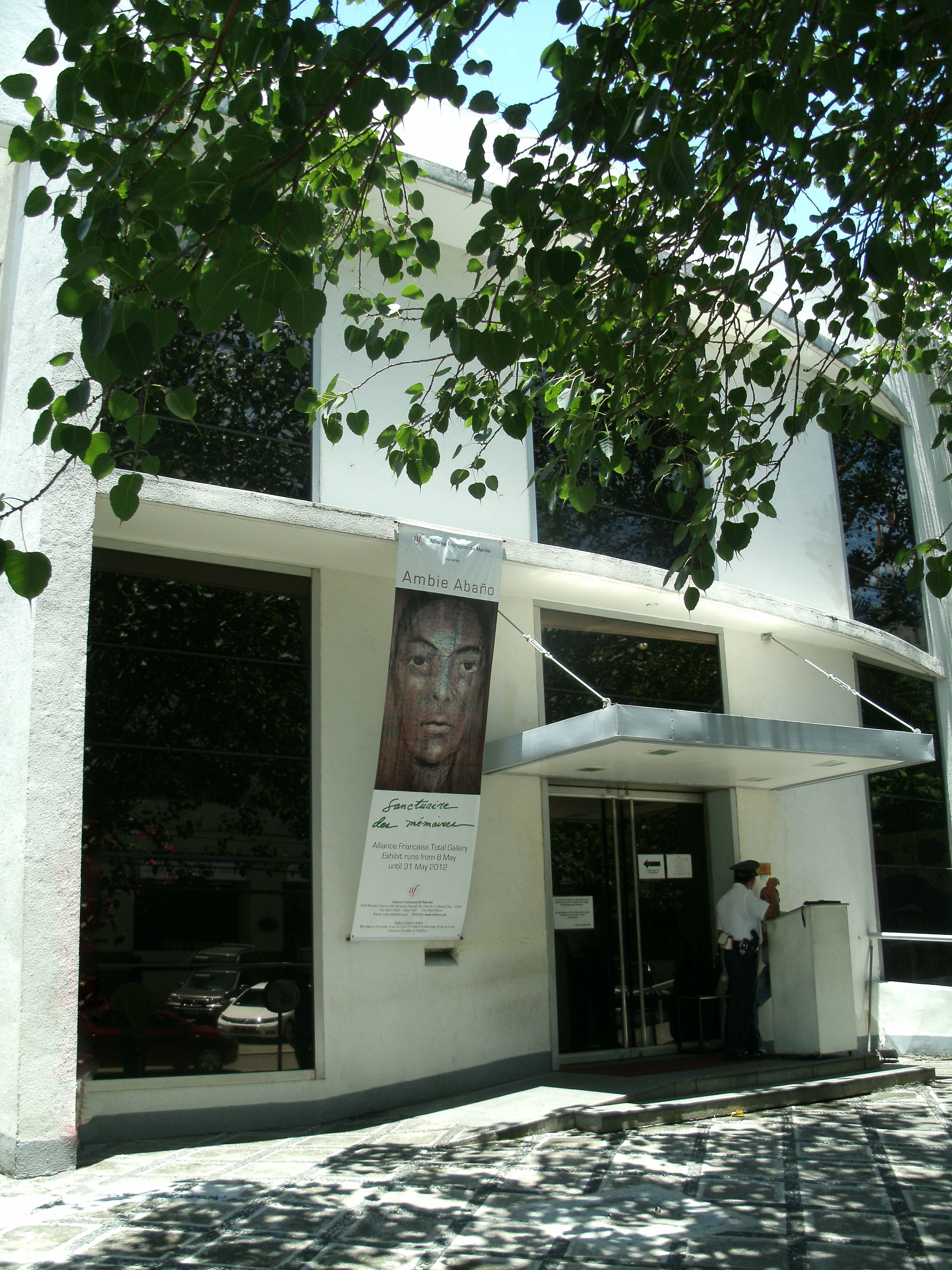
1920年代にマニラで設立したアリアンスフランセーズ、極東最古の支部

アリアンスフランセーズは、当時の首相ジュール・フェリーとPhilippe Berthelot、Jean Jules Jusserand、フェルディナン・ド・レセップス、ルイ・パスツール、ジュール・ヴェルヌ、エルネスト・ルナン, Félix Charmetant、出版者Armand Colinらの支援を受け、外交官ポール・カンボンの主導で1883年7月21日、パリ7区サンジェルマン大通り215番地で創設された。パリ・イル＝ド＝フランス校は、教室が手狭になり、20世紀前半からパリ6区ラスパイユ大通り101番地に所在し、近隣フルーリュス通り34・35番地に拡張した。2007年になって、財団本部もラスパイユ大通りの同地に移転した。
設立の趣旨や目的は、1870年の普仏戦争の敗戦で失われたフランスの影響力を教育や文化の啓蒙によって回復する事がねらいであった。

## 受賞歴
- 2005年アストゥリアス皇太子賞：コミュニケーションおよびヒューマニズム部門受賞

受賞対象：アリアンス・フランセーズ（フランス）、ダンテ・アリギエーリ協会（イタリア）、ブリティッシュ・カウンシル（イギリス）、ゲーテ・インスティトゥート（ドイツ）、 セルバンテス文化センター （スペイン）、カモンイス院 （ポルトガル）
受賞理由：「一部の組織は100年以上の歴史を持ち、各大陸の何百万人もの人々にそれぞれの各国の言語を教えるだけでなく、文学と芸術的伝統や西洋文明の基礎となる人間的価値観と倫理観を広く知らしめ、ヨーロッパの文化遺産の保護と育成に貢献している」